# 오이국

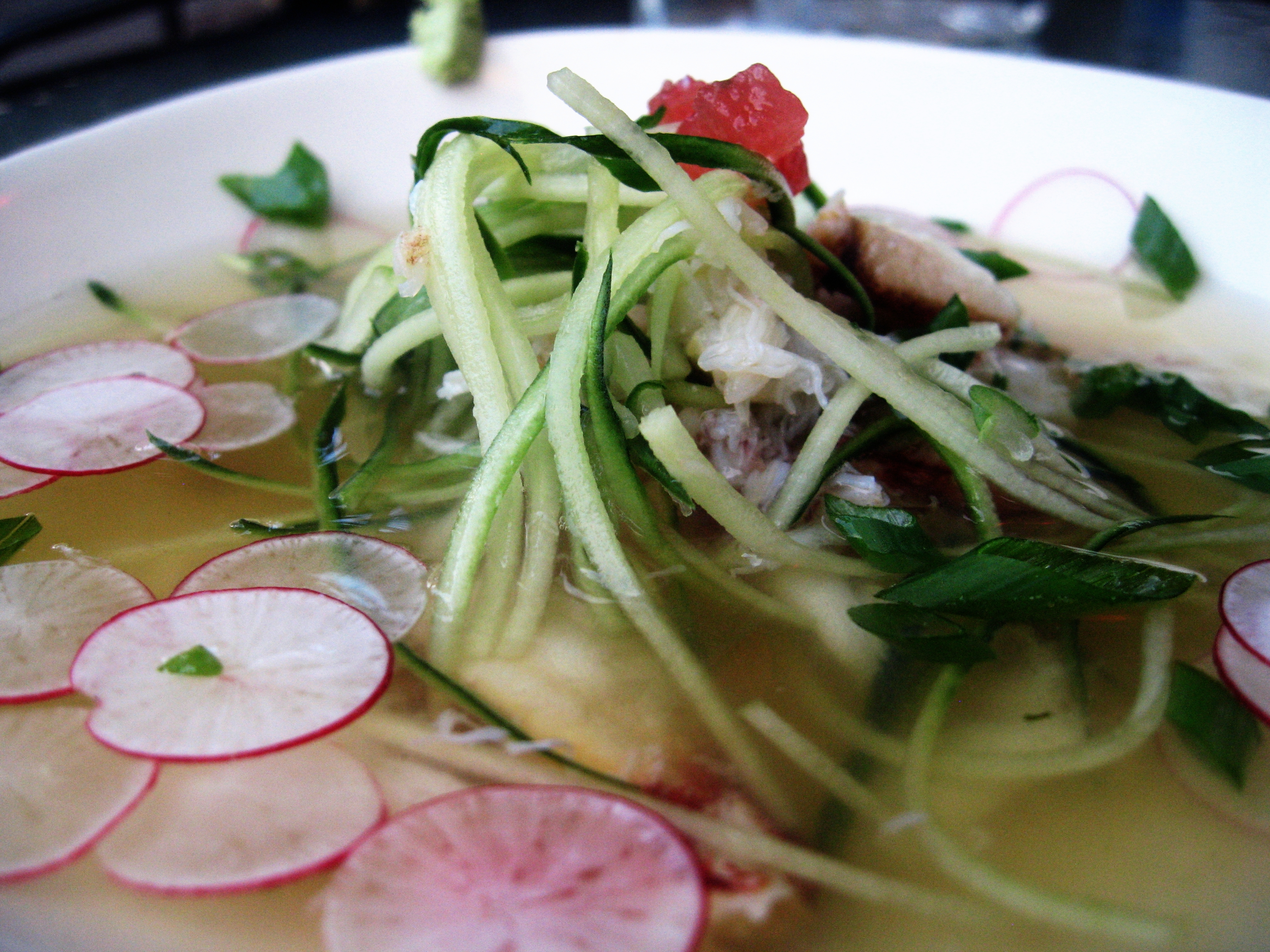
한국의 오이냉국

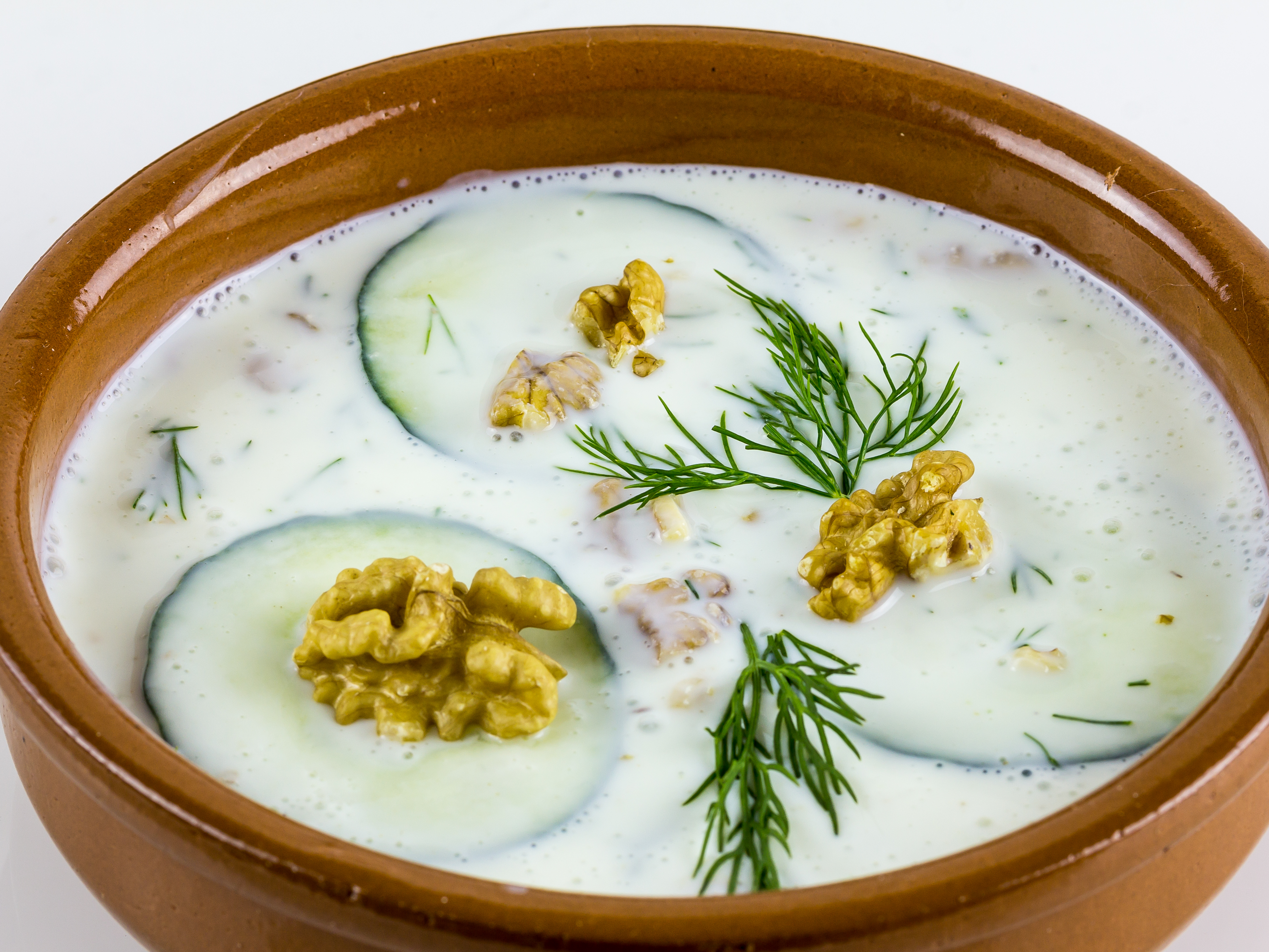
독일의 오이 수프

오이국 또는 오이 수프(--soup)는 오이를 주재료로 하는 국이나 수프이다. 찬국(또는 찬 수프)인 경우가 많지만, 주파 오구르코바 등 따뜻한 것도 존재한다.

## 종류

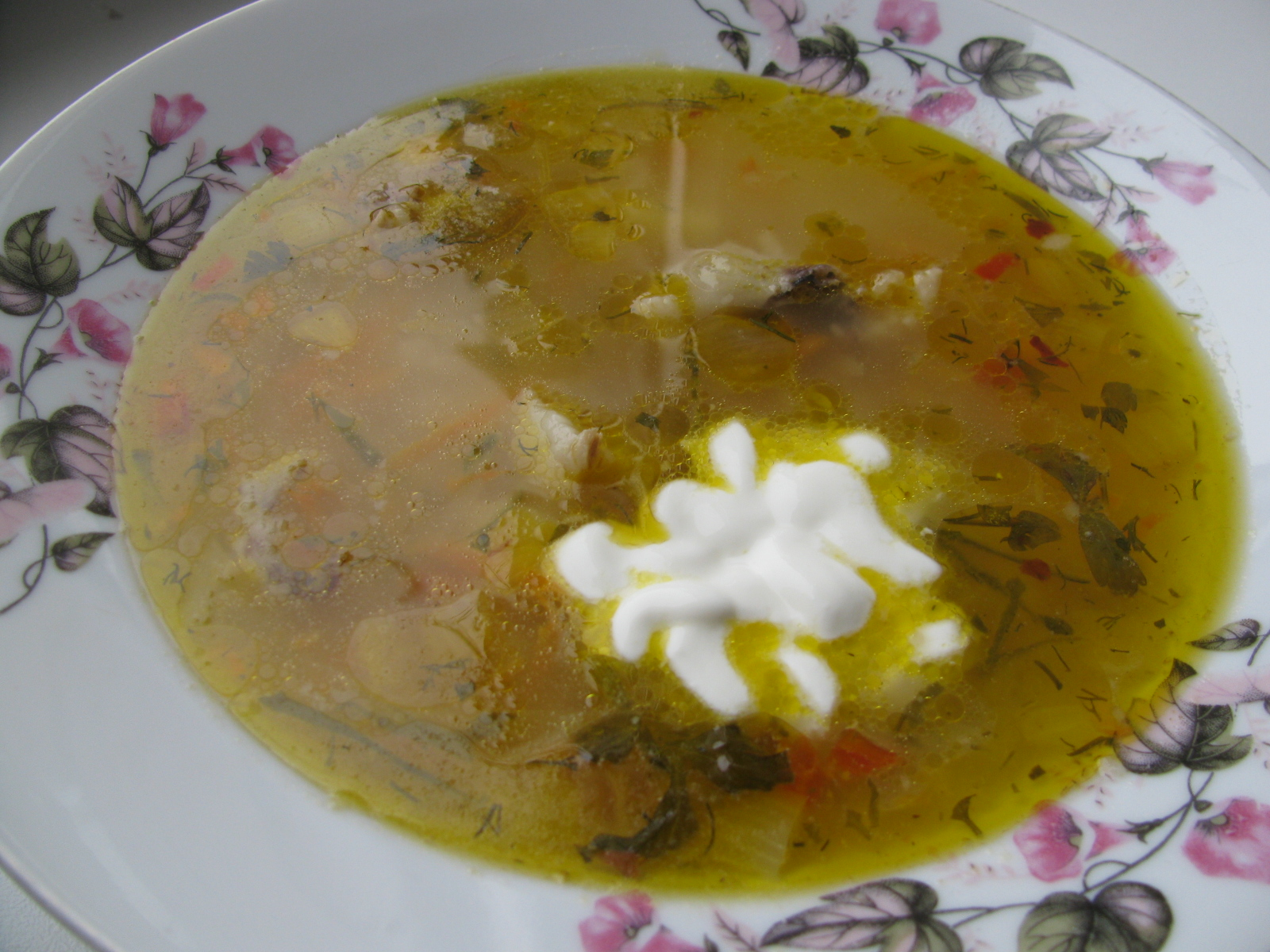
라솔니크
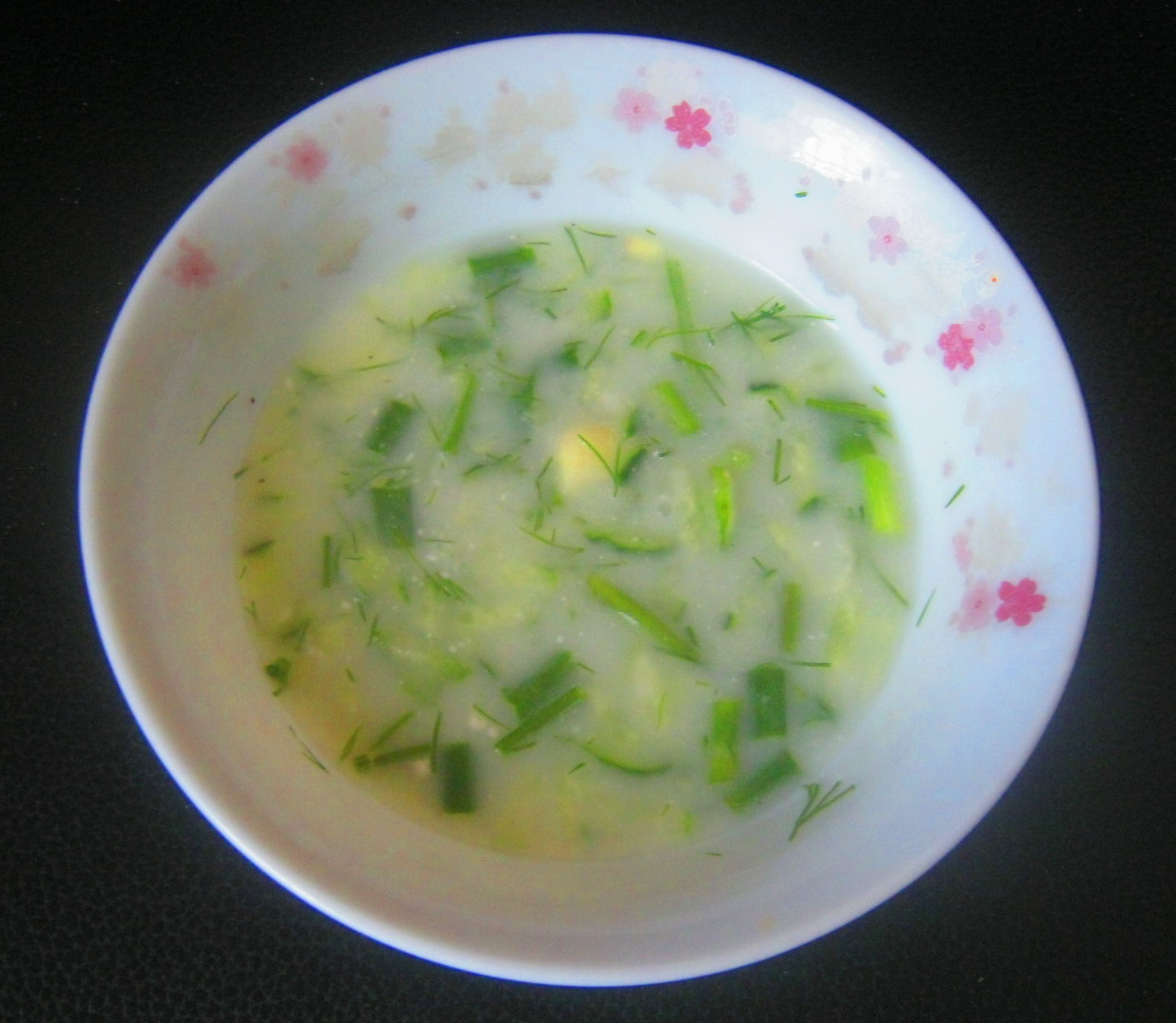
샬티바르셰이
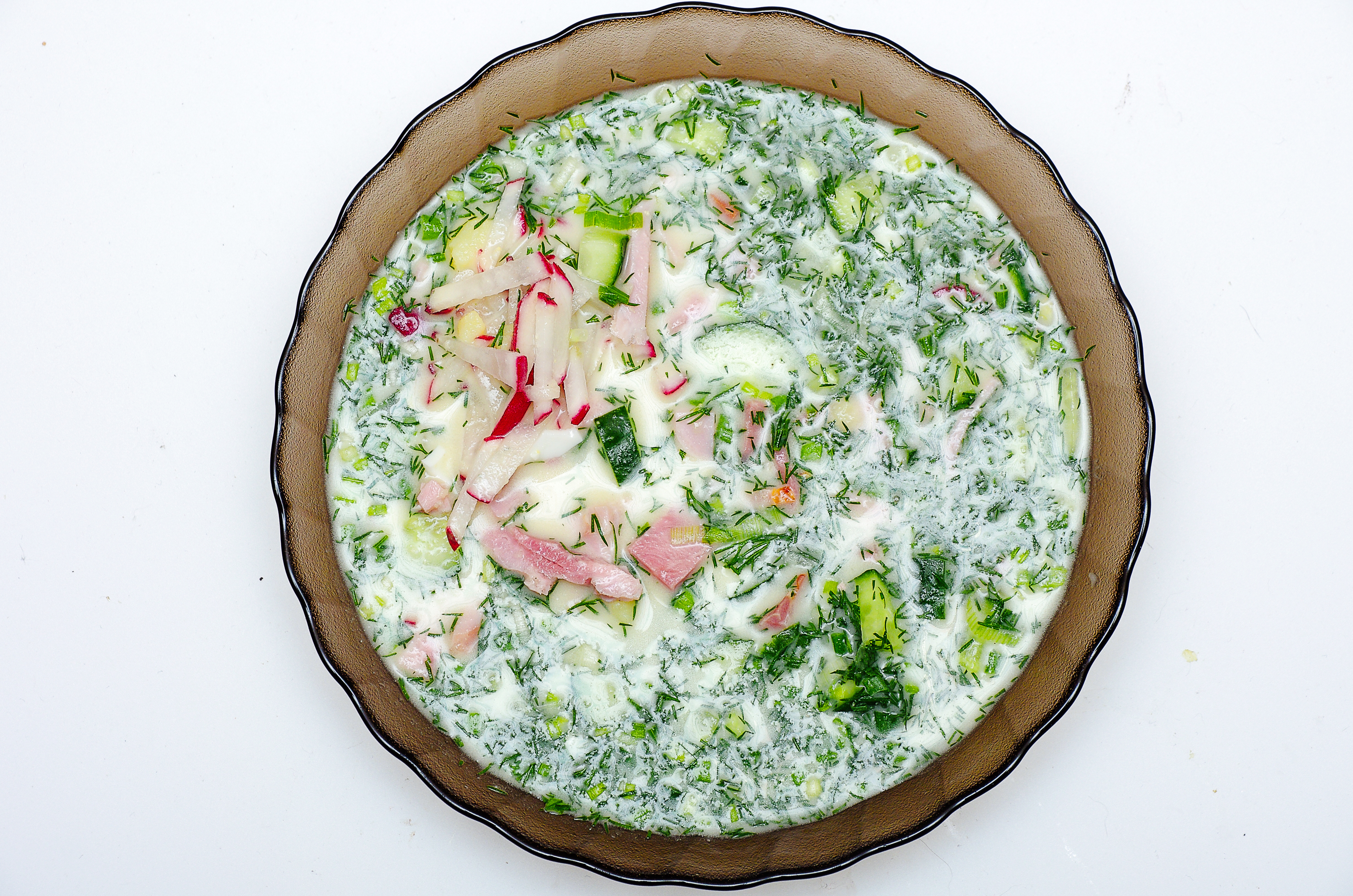
오크로시카
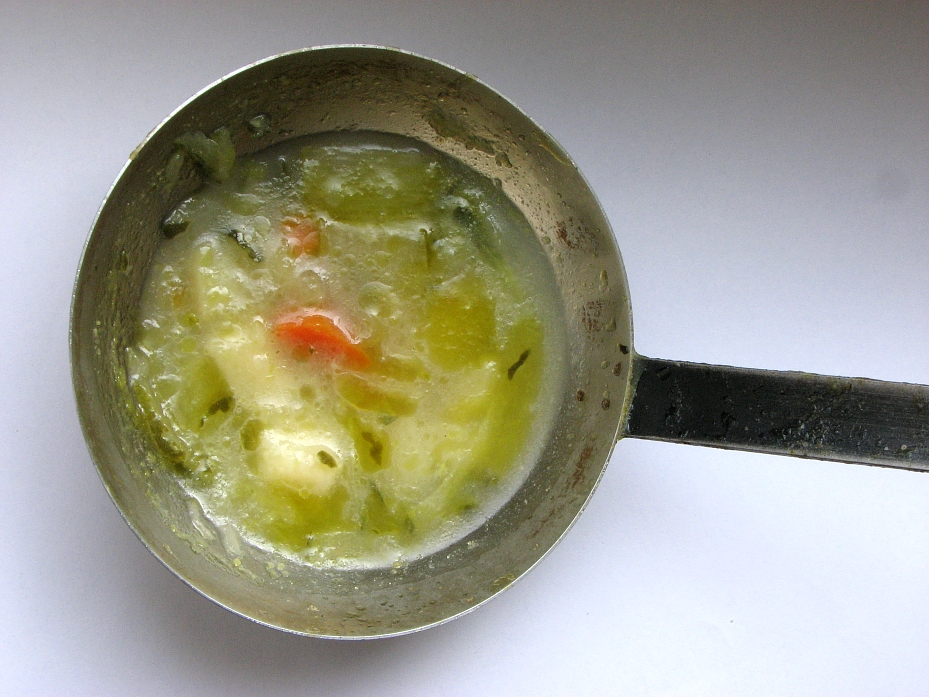
주파 오구르코바
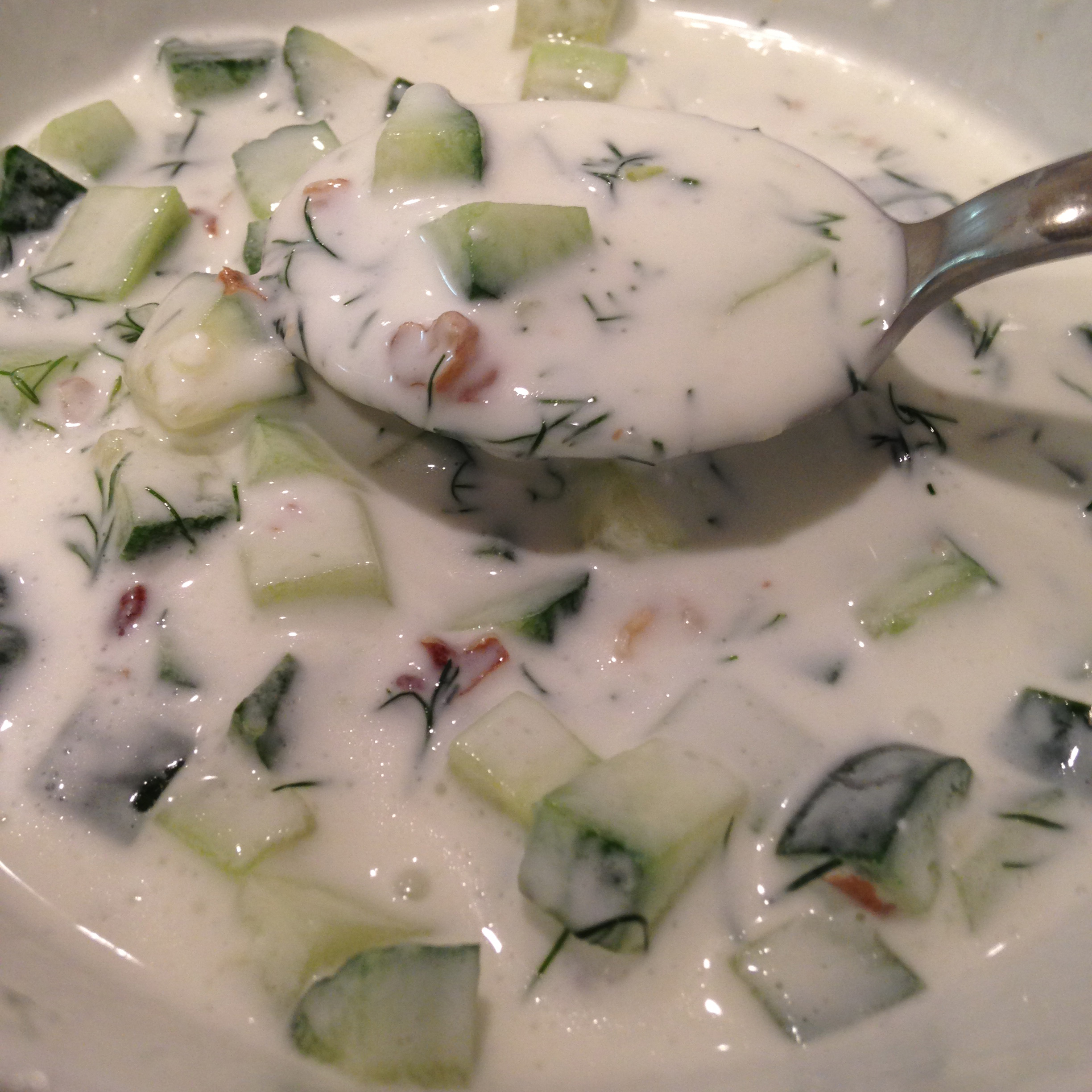
타라토르

## 같이 보기
- 채소 국